# Lianchi Xiang (socken i Kina)
Lianchi Xiang (kinesiska: 莲池, 莲池乡) är en socken i Kina. Den ligger i provinsen Yunnan, i den sydvästra delen av landet, omkring 150 kilometer nordväst om provinshuvudstaden Kunming. Antalet invånare är 13 566. Befolkningen består av 6 682 kvinnor och 6 884 män. Barn under 15 år utgör 19,0 %, vuxna 15-64 år 73 %, och äldre över 65 år 7,0 %.
Genomsnittlig årsnederbörd är 839 millimeter. Den regnigaste månaden är juli, med i genomsnitt 202 mm nederbörd, och den torraste är januari, med 4 mm nederbörd.